# Colposcelis ussuriensis
Colposcelis ussuriensis is een keversoort uit de familie bladkevers (Chrysomelidae). De wetenschappelijke naam van de soort werd in 2005 gepubliceerd door Moseyko & Medvedev.